# Echinocereus subinermis
Echinocereus subinermis är en kaktusväxtart som beskrevs av Salm-dyck och Friedrich Frederick Scheer. Echinocereus subinermis ingår i släktet Echinocereus och familjen kaktusväxter.

## Underarter
Arten delas in i följande underarter:
- E. s. ochoterenae
- E. s. subinermis

## Bildgalleri

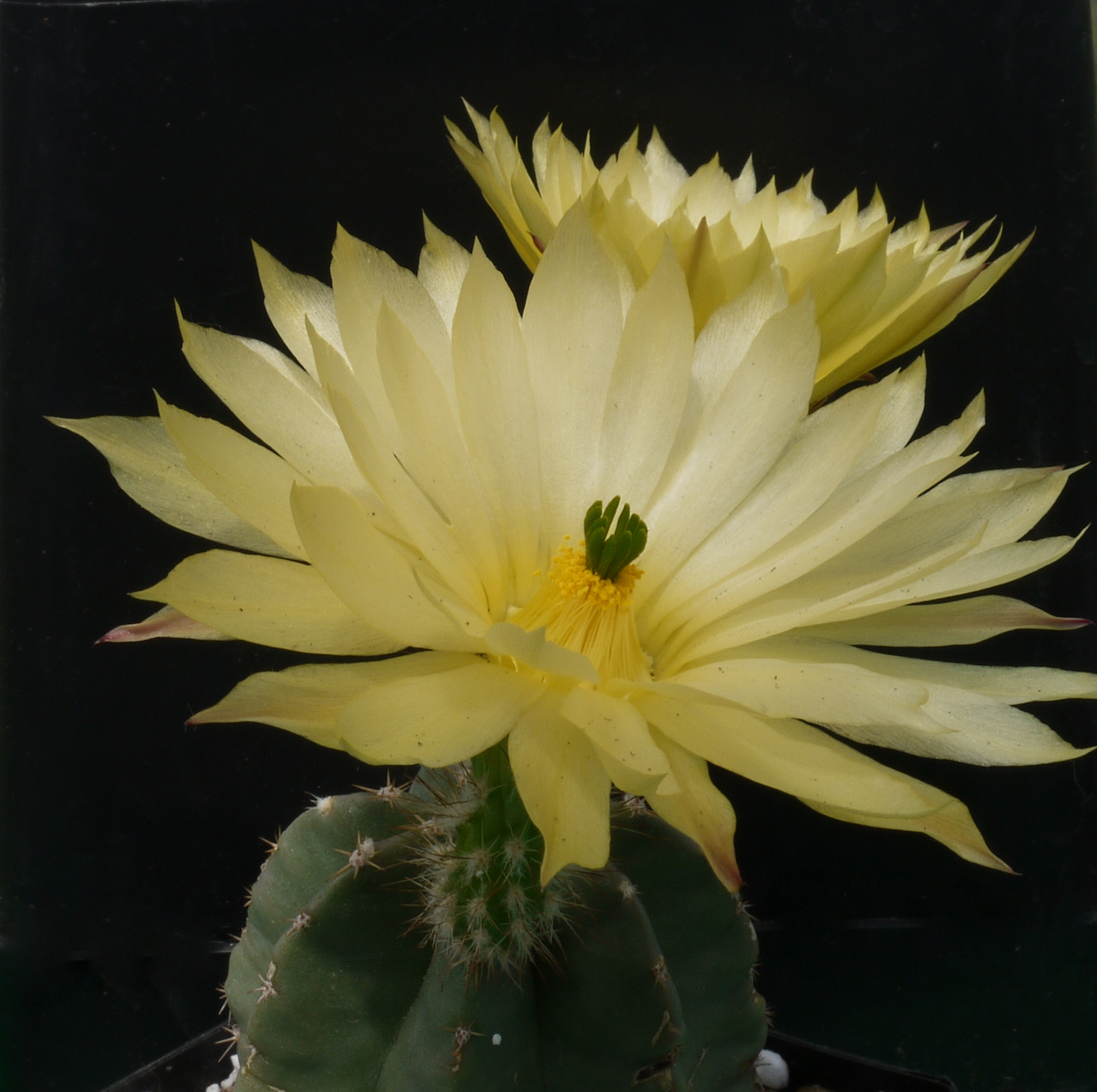
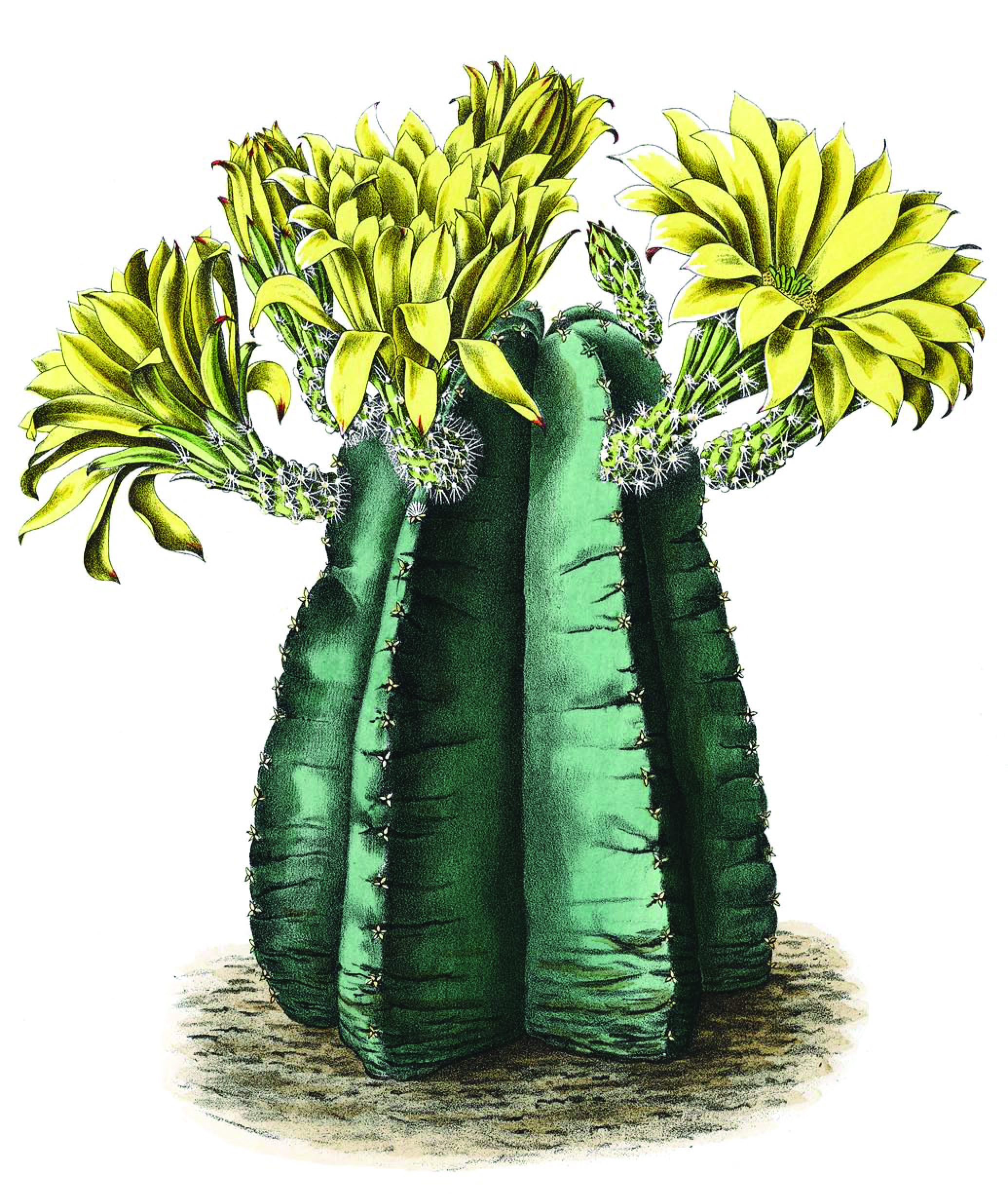